# Westin Excelsior
Koordinaten: 41° 54′ 0″ N, 12° 30′ 0″ O
Das Westin Excelsior, Rom ist ein Luxushotel in Rom.

## Superlativ
Das Hotel zeichnet sich durch seine markante Kuppel aus und die zweistöckige Suite "Villa la Cupola" befindet sich im fünften und sechsten Stock darunter. Diese Suite gilt als eines der teuersten Hotelzimmer der Welt und verfügt über handbemalte Fresken, bis zu sieben Schlafzimmer und ein eigenes Kino.
Die Villa La Cupola Suite mit 30.000 USD pro Nacht wurde im März 2012 von CNN unter den zehn teuersten Suiten weltweit gelistet.

## Monopoly
Es wurde von der Actiengesellschaft für Hotelunternehmungen mit Sitz in Luzern, Schweiz, errichtet. Sie verkauften das Hotel 1920 an CIGA, die Compagnia Italiana Grandi Alberghi, oder an Italian Grand Hotels Company, eine italienische Luxuskette. Ab 4. Juni 1944 war das Hotel zeitweise Hauptquartier von General Mark W. Clark
Der Aga Khan IV kaufte CIGA 1985 und verkaufte es 1994 an Sheraton Hotels, die das Excelsior in ihre Luxury Collection aufnahmen. 1998 wurde Sheraton an Starwood Hotels verkauft, und das Excelsior wurde an die Westin Hotels-Division übertragen, die in The Westin Excelsior, Rom, umbenannt wurde. 2000 wurde das Hotel renoviert. 2015 verkaufte Starwood das Hotel für 222 Millionen Euro an Katara Hospitality aus Katar.

## Asyl für Mohammad Reza Pahlavi
Am 11. August 1953 zur Zeit der Abadan-Krise floh Mohammad Reza Pahlavi nach Ramsar und von dort aus in seine Sommerresidenz nach Kalardasht am Kaspischen Meer. Am 12. August ordnete Mohammad Mossadegh die Verhaftung oppositioneller Politiker und die sofortige Beurlaubung ihm gegenüber kritisch eingestellter Generäle und Offiziere an. Am 13. August 1953 unterzeichnete der Schah zwei Dekrete (farman). Mit dem ersten Dekret ordnete er die Absetzung von Mossadegh an. Mit dem zweiten Dekret bestimmte er General Fazlollah Zahedi zum neuen Premierminister. Oberst Nematollah Nassiri sollte General Zahedi und Mossadegh die Dekrete überbringen. General Zahedi war ein erklärter Gegner Mossadeghs. Mossadegh hatte seit Monaten versucht, Zahedi verhaften zu lassen.
Am 14. August erklärte Mossadegh, dass er das Parlament auf der Grundlage des zuvor abgehaltenen Referendums auflösen wolle. Die formelle Anfrage an den Schah, das Parlament aufzulösen, erfolgte am 15. August. Am Abend des 15. August überbrachte Oberst Nassiri Mossadegh das Dekret mit seiner Absetzung, was zur umgehenden Verhaftung Nassiris führte. Mossadegh widersetzte sich den Anordnungen des Schahs.
Am 16. August 1953 erfuhr der Schah von der Verhaftung Nassiris, setzte sich auf dem Flughafen in Ramsar mit seiner Frau Soraya in eine kleine Sportmaschine der Beech Aircraft Corporation, flog nach Bagdad der dortige Botschafter Mozaffar Alam, hielt sich weisungsgemäß vom Schah fern, der Schah vermutete, dass er seine Verhaftung betreiben würde und setzte seine Flucht nach drei Tagen nach Rom fort und quartierte sich mit Allen Welsh Dulles vom 18. bis 20. August 1953 im Hotel Excelsior ein. Der iranische Geschäftsträger in Rom Khadje Noury war zur Sommerfrische am Lido di Ostia, der Schah hatte einen Rolls-Royce Phantom IV in Rom und der Geschäftsträger den Schlüssel. Der Gesandtschaftssekretär Abdollah Khosrovi chaufierte den Schah.

## Filmherberge und Drehlocation
1959 beherbergte das Hotel die Filmstars während der Drehtage in Rom von Ben-Hur. Das süße Leben wurde 1960 im Hotel gedreht und Zwei Wochen in einer anderen Stadt wurde 1962 im Hotel gedreht. Teile der 1983er Miniserie Der Feuersturm wurden im Hotel gedreht, wie auch eine Szene in der 2009 Periode des Musikfilmes Nine. In dem Film Der Exorzist von 1973 ist Chris MacNeil (gespielt von Ellen Burstyn) zu hören, der darum bittet, mit dem Hotel Excelsior in Rom verbunden zu werden, wenn sie versucht, Regans (gespielt von Linda Blair) Vater zu erreichen.
Anfang März 1994 wurde die In Utero-Tour aufgrund einer Arbeitsunfähigkeit von Kurt Cobain unterbrochen. Cobain und Ehefrau Courtney Love flogen am 2. März nach Rom und stiegen in einer Suite des Excelsior Hotels ab. Cobain wurde am 4. März 1994 – im Koma liegend – in die Policlinico Umberto I eingeliefert. Cobain erklärte den Vorgang als versehentliche Fehlmedikation mit Beruhigungsmitteln und Alkohol.